# Attaque à texte clair connu
Une attaque à texte clair connu (en anglais known-plaintext attack ou KPA) est un modèle d'attaque en cryptanalyse où l'attaquant possède à la fois le texte chiffré (cipher) et un texte clair, c.à.d. tout ou une partie du message déchiffré : le clair connu (plaintext en anglais, ou encore crib, « antisèche », « pompe »). Ces éléments peuvent être utilisés afin de révéler d'autres informations secrètes comme la clé de chiffrement ou la table de correspondance utilisée. Le terme « crib » est issu de Bletchley Park, un domaine situé dans le centre de l'Angleterre utilisé comme principal site de décryptage lors de la Seconde Guerre mondiale.
Les chiffrements dits « classiques » (en opposition aux chiffrements dits « forts » qui s'appuient sur l'informatique) sont généralement vulnérables à une attaque à texte clair connu. La clé d'un chiffrement par décalage par exemple, peut être révélée en utilisant une seule lettre d'un texte clair et du texte chiffré correspondant.

## Histoire
Le décryptage de l'Enigma navale, lors de la Seconde Guerre mondiale, a été rendu possible grâce à l'utilisation de ce type d'attaque. En effet, la transmission par les allemands de messages à la structure similaire (bulletins météo, formules de salutations, etc.) permettent l'extraction de certains mots (wetter, météo en allemand, ou encore « Heil Hitler » à la fin de certains messages).
À Bletchley Park, au Royaume-Uni, des efforts considérables ont été faits pour produire des « antisèches », allant jusqu'à demander à la Royal Air Force de miner des zones précises en eaux territoriales dans l'espoir de pouvoir utiliser ces positions comme texte clair pour attaquer des communications de chasseurs de mines allemands.